# Megaderma
Megaderma är ett släkte av däggdjur som ingår i familjen storöronfladdermöss.
Arter enligt Catalogue of Life och Wilson & Reeder (2005):
- Liten lyrfladdermus (Megaderma lyra)
- Megaderma spasma

Dessa fladdermöss når en kroppslängd (huvud och bål) av 65 till 95 mm och de saknar svans. Deras vikt är 23 till 28 g (M. spasma) respektive 40 till 60 g (M. lyra). Liten lyrfladdermus har en gråbrun päls på ryggen och en ljusgrå päls på framsidan. Däremot är Megaderma spasma gråblå på ryggen och gråbrun vid buken.
Arterna förekommer i södra och sydöstra Asien från Afghanistan och södra Kina till Moluckerna och Java. De lever i olika habitat men liten lyrfladdermus föredrar torrare regioner. Individerna vilar i grottor, i trädens håligheter och i byggnader. På natten letar de efter föda. De jagar vanligen nattfjärilar och gräshoppor. Liten lyrfladdermus fångar dessutom större ryggradslösa djur som skorpioner samt mindre ryggradsdjur som groddjur, ödlor, småfåglar och andra fladdermöss.
Vid viloplatsen bildas flockar som vanligen har upp till 30 medlemmar. Ibland förekommer kolonier med 1500 till 2000 individer. Hos liten lyrfladdermus bildar honor egna flockar före ungarnas födelse. Honan är 150 till 160 dagar dräktig och föder en eller sällan två ungar före regntiden. Ungen diar sin mor två till tre månader. Vanligen blir hanar efter 15 månader könsmogna och honor 4 månader senare.
IUCN listar båda arter som livskraftig (LC).